# 李健 (1932年)
李健（1932年9月26日—1997年1月21日），原名李祖基，筆名基子，臺灣作曲家、音樂教育家；籍貫廣東省茂名市，出生於海南特別行政區（今海南省）海口市，1950年遷居臺灣。李健擅於作曲，寫下〈九條好漢在一班〉、〈我有一支槍〉、〈夜襲〉、〈頂天立地〉、〈成功嶺之歌〉…等軍歌，此外，亦作有合唱曲、歌劇、藝術歌曲、兒童歌曲、梆笛協奏曲…等多種類型作品，多與創作年代社會背景相互應和。

## 早年生活
李健生長於音樂氣息濃厚的家族，時而與長輩們合奏絲竹樂、亦自學彈奏鋼琴。1950年，他隨中華民國駐海南陸軍部隊遷至臺灣後，曾短暫擔任高雄美濃初中音樂老師，隔年考入陸軍總部特勤處音樂室擔任音樂教官，任職期間（1951至1956年）所譜寫的多首歌曲，獲刊於中央日報、中華日報、新生報、青年戰士報、精忠報、正義之歌集，曾獲軍友社敬軍勞軍歌曲徵曲比賽首獎及優勝。
李健於1956年10月進入政工幹部學校（簡稱政工幹校，今國防大學政治作戰學院）音樂科就讀，畢業後，改派國防部聯合勤務總司令部政治部第二處，擔任少尉音樂教官（1958至1962年）。此時期，他持續創作軍歌、藝術歌曲、兒童歌曲…等，1960年11月獲頒國防部優秀康樂人員代表。

## 婚姻與家庭
李健與劉平寬（1933-　）選定於1959年4月5日音樂節結婚。李健為在省立盲聾學校（今臺北市立啟明學校）教授小學音樂課的夫人，創作多首兒童歌曲作為上課的教材。李健夫婦以「樂、韻、聲、琴」為四位兒女命名，次子李子聲克紹箕裘，是知名臺灣作曲家，女兒李子韻與李鈺琴亦長期致力於音樂教育與推廣。

## 執教歷程
1963至1979年執教於政工幹校音樂學系。
1979至1992年受聘為國立臺灣藝術專科學校（今國立臺灣藝術大學）國樂科專任教師。

## 音樂創作類型與代表作品
據目前可查考的文獻列載，李健創作軍歌及合唱曲數量84首、藝術歌曲15首、歌劇及清唱劇5部、兒童歌曲27首、其他類型5首。部分作品如下：

### 軍歌
〈九條好漢在一班〉（1962）
〈我有一支槍〉（1962）
〈夜襲〉（1962）
〈上戰場〉（1970）（獲國軍文藝金像獎軍歌歌曲銅像獎）
〈頂天立地〉（1970）
〈成功嶺之歌〉（1977） 

### 合唱曲
《介壽頌》（1966）（獲國軍文藝金像獎音樂類合唱曲金像獎）
《中華民國萬歲》
《在每一分鐘時光中》

### 歌劇及清唱劇
《突擊遼東灣》（1970）（獲國軍文藝金像獎小型歌劇銀像獎）
清唱劇《風雨同舟》（1972）
《黎明》（1977）
《雙城復國記》（1978-81）（1981年臺北市藝術季壓軸節目）

### 藝術歌曲
《春夜洛城聞笛》（1952/1972）
《枕戈曲》（1953/1961)（獲聯合中國文藝協會舉辦獎金徵稿佳作）
《相思》（1950s）
《家園好》（1971）（獲「第二屆紀念黃自先生歌詞曲創作獎」愛國歌曲獨唱曲佳作獎）
《月夜》（1984）

### 兒童歌曲
〈快樂的孩子愛歌唱 （页面存档备份，存于）〉（1958） （獲中廣公司兒童歌曲徵曲首獎）
〈月亮出來了〉（1958） （獲中廣公司兒童歌曲徵曲佳作）

### 其他
《牧童情歌》梆笛協奏曲（1979）（收錄於《鄭思森歲寒三友—竹》唱片）
《抗戰組曲》管弦樂曲